# Elias ibn Hanna al-Mawsili
Elias ibn Hanna al-Mawsili (plus exactement, en arabe, Ilyās ibn al-Qassīs Ḥannā al-Mawṣilī, (الياس ابن حنا القوشي الموصلي ) « Élie, fils du prêtre Jean, de Mossoul ») est un prêtre chrétien  de Bagdad, ayant vécu dans la seconde moitié du XVIIe siècle (signalé à partir de 1668, mort après 1692), auteur d'un récit de ses voyages en Europe occidentale et dans les colonies espagnoles d'Amérique, le plus ancien texte de la littérature de langue arabe consacré à l'Amérique. Il était appelé par les Espagnols Don Elías de Babilonia.

## Textes
Les textes manuscrits en arabe de cet Elias ont été redécouverts vers 1900, dans la bibliothèque de l'archevêché d'Alep de l'Église catholique syriaque, par le jésuite libanais Antoine Rabbath (1867-1913), qui les publia de septembre à décembre 1905 dans la revue catholique en langue arabe Al-Machriq (et en un volume à part en 1906). Le livre manuscrit de 269 pages contient au début le récit du voyage (les cent premières pages), puis, du même Elias, une histoire de la découverte et de la conquête de l'Amérique par les Espagnols (en dix-sept chapitres couvrant cent quatorze pages). Un autre manuscrit du texte se trouve à l'India Office Library de Londres (Ms 719), et on sait que plusieurs manuscrits en existaient autrefois dans les bibliothèques d'Irak (avant les destructions de 2003).
Dans son récit de voyage, Elias indique qu'il commença à rédiger son texte en 1680, alors qu'il séjournait à Lima, hôte du chef de l'Inquisition du Pérou, Juan de La Cantera.

## Vie et voyages
Il semble que son nom exact était Ilyās 'Amūna. Fils d'un prêtre « chaldéen » de Mossoul, et prêtre lui-même, il se rattachait à la part de l'ancienne Église de l'Orient qui s'était unie au pape dès le XVIIe siècle. Il fut l'élève des frères capucins français à Bagdad.

### En Europe
Il raconte qu'il quitta Bagdad en 1668 pour visiter le Saint-Sépulcre. Il était accompagné par le Topci Bashi (chef de l'artillerie) Mikhâ'îl Agha. À mi-chemin, le jour de Pâques, ils furent assaillis par une bande de Bédouins (cent contre douze), mais repoussèrent l'assaut grâce à leurs fusils. Après avoir fait son pèlerinage à Jérusalem, il gagna Alep, puis le port d'Alexandrette, où il embarqua dans un vaisseau anglais à destination de l'Europe. On fit escale à Chypre, en Crète, à Zante, avant d'atteindre Venise. Après une quarantaine au lazaret, il séjourna vingt jours dans la cité, puis se rendit à Rome où il resta six mois. Il reçut alors au Vatican des lettres d'introduction du pape Clément IX, avant d'entamer une tournée des cours européennes. L'objectif exact de son voyage n'est ni indiqué, ni connu.
Il se dirigea vers la France en passant par Florence, Livourne, Gênes et Marseille. À Lyon, il rencontra François Picquet, ancien consul de France à Alep et futur évêque catholique de Bagdad. Arrivé à Paris, il fut reçu par le roi Louis XIV ; par le duc d'Orléans, à qui il donna en cadeau une épée et dans la chapelle duquel (au château de Saint-Cloud) il célébra une messe ; par le duc de Saint-Aignan, à qui il transmit une lettre de son oncle, le père Jean-Baptiste de Saint-Aignan, qui fut longtemps missionnaire capucin à Alep et à Mossoul. Ensuite il séjourna huit mois à Paris, « cité à la beauté inégalée dans le monde, comme le sont aussi la justice de son gouvernement, la probité de ses lois, l'hospitalité de ses habitants ». Il fréquenta beaucoup Soliman Aga, le fameux ambassadeur turc qui arriva à Paris à l'été 1669 et y séjourna quelque temps.
Ensuite il gagna l'Espagne en passant par Orléans, Poitiers, Bordeaux. Ayant passé la frontière à Fontarrabie, il fit route vers Madrid par Saint-Sébastien et Burgos et visita plusieurs monastères. Dans la capitale espagnole, il fut reçu par la régente Marie-Anne d'Autriche, qui lui donna un ordre pour les vice-rois de Sicile et de Naples de lui verser une somme de mille piastres. Il gagna ensuite Saragosse, où il fut accueilli aimablement par Don Juan d'Autriche. À Barcelone il embarqua sur un navire espagnol qui fut bloqué vingt-cinq jours à Cadaqués pour cause de tempêtes, fit escale à Toulon, puis gagna Rome où il passa quelques moments avec son neveu le diacre Yunan, qui venait de terminer ses études dans cette ville et repartait pour l'Orient missionné par la Congrégation De Propaganda Fide. Yunan l'accompagna dans le sud de l'Italie.
À Naples, le vice-roi le renvoya vers son collègue de Sicile. À Palerme, ce dernier lui fit d'abord des promesses, puis au bout de deux mois lui annonça qu'il ne pouvait rien lui donner. Il retourna à Naples où le vice-roi le renvoya définitivement les mains vides. Il reprit alors le chemin de l'Espagne via Rome, où un diacre originaire d'Alep, Joseph Fatâl, se joignit à lui. Il passa par Saragosse, où il narra ses déboires à Don Juan d'Autriche, et à Madrid il rendit son ordre à la régente, lui signalant qu'on ne l'avait pas honoré. Ensuite il gagna le Portugal, où il resta sept mois : le roi Alphonse VI étant alors confiné sur l'île de Terceira, il fut reçu par le prince-régent Pierre de Bragance.
Il retourna ensuite à Madrid, où il fut logé dans le palais de Manuel Ponce de León, duc de Los Arcos, et reçu dans l'aristocratie. Il célébra la messe dans la chapelle royale en présence du jeune roi Charles II et de sa mère. Sur le conseil du nonce Galeazzo Marescotti, il demanda à la régente l'autorisation d'embarquer pour les colonies espagnoles d'Amérique, ce qu'il obtint. Le 12 février 1675, il se présenta à Cadix au général des galions, Don Nicolas de Cordoue, qui l'accueillit amicalement et lui fit préparer une place sur son propre navire. Il se fit accompagner d'un diacre grec, natif d'Athènes.

### En Amérique
La traversée de l'Atlantique se fit avec une flotte de seize galions. Après quarante-quatre jours de mer, ils touchèrent l'Amérique près de Caracas, et de là ils longèrent la côte jusqu'à Carthagène. Ils y restèrent quarante jours, puis continuèrent jusqu'à Portobelo. Ils y attendirent pendant deux mois des marchands venant du Pérou, et il y eut ensuite une foire de quarante jours. Une nuit, la flotte subit un raid de Français, qui repartirent avec un butin de 200 000 piastres.
Le voyage se poursuivit vers Panama, nouvelle cité fondée après la destruction de l'ancienne trois ans plus tôt par le pirate anglais Henry Morgan. Elias y demeura un mois, nouant des liens d'amitié avec l'évêque Don Antonio de León y Becerra, qui supervisait les travaux de reconstruction. 
Elias embarqua ensuite pour le Pérou. Ils firent escale sur l'île Gorgona, puis furent pris dans un tourbillon marin qui faillit les engloutir. Après un mois de mer, ils arrivèrent dans le port de Santa Elena. Pendant le séjour dans cette ville, Elias, sur les indications d'un Indien, alla explorer une grotte distante d'une lieue où l'on voyait des ossements de géants de l'ancien temps : les squelettes montraient qu'ils mesuraient six mètres de haut, et le voyageur remporta avec lui une énorme molaire pesant une livre.
Ils gagnèrent Guayaquil par voie de terre à travers des régions forestières, et Elias fut très impressionné par les caïmans qui infestaient les rivières, et les méthodes des Indiens pour les chasser. À Guayaquil, le voyageur but sa première tasse de chocolat, mêlé de sucre, de cannelle et d'ambre gris. À Quito il resta deux mois, hôte de l'évêque Don Alonso de la Peña Monte Negro, qu'il avait connu en Espagne. Puis il poursuivit vers Cuenca, dont le gouverneur, qui avait été son compagnon de traversée de l'Atlantique, fut enchanté de le retrouver et organisa pour lui une corrida.
De Cuenca il se rendit aux mines d'or de Zaruma, où il examina avec grand intérêt tout le travail effectué par les ouvriers, et acheta près de deux kilos de métal. Il repartit par une route déserte avec deux muletiers, qui la nuit suivante tentèrent de l'assassiner pour lui voler son or, mais il parvint à les mettre en fuite. Dans le village voisin de Guachanama, il impressionna beaucoup les Indiens par cet exploit, associé à sa barbe fournie, son turban et son caftan.
Il poursuivit ainsi jusqu'à Lima un voyage émaillé de diverses anecdotes. Dans la capitale de la vice-royauté du Pérou, il fut hébergé par le président de l'Inquisition, Juan de La Cantera, qui couvrit tous ses frais. Il fut également fort amicalement reçu par le vice-roi, Baltasar de La Cueva, comte de Castellar. Il demeura un an entier dans cette ville, où il fit des recherches sur l'histoire du pays et commença ses travaux d'écriture. Ensuite, toujours intéressé par les activités minières, il alla visiter les mines de mercure de Huancavelica, puis gagna Cuzco où il resta cinq mois, visitant tout autour des ruines pré-colombiennes, puis se rendit aux mines d'argent de Condoroma et de Caylloma, arriva au bord du lac Titicaca, puis découvrit les grandes mines de Potosí, où il resta quarante-cinq jours. Il alla ensuite rendre visite à des amis à Charcas, point le plus méridional de son voyage.
Repassant par Potosí, il fit ensuite retour à Lima par la route de la côte. Il y apprit que son grand ami le vice-roi était disgracié et exilé à Paita, accusé de corruption. Elias se démena pour lui venir en aide, et à son départ, le condamné lui confia la garde de sa maison et de son épouse, et il passa ensuite encore quatorze mois à Lima pour remplir cette mission.
Après l'arrivée d'un nouveau vice-roi, Elias décida d'accompagner le comte de Castellar à Panama. Ils quittèrent le port de Callao le 21 septembre 1681 et gagnèrent Panama en quarante-deux jours. L'ex vice-roi s'excusa auprès de son ami de ne plus pouvoir l'aider, et il lui rédigea une lettre de recommandation pour son collègue de Mexico, où Elias voulait se rendre.
En décembre 1681, il embarqua pour El Realejo. Se baignant dans une rivière donnant dans le golfe Dulce, il y trouva de l'or. Six jours après, à Puntarenas, il trouva dans une huître une perle grosse comme un pois chiche. Comme il s'étonnait qu'on n'exploitât pas ces richesses, on lui répondit que c'était par peur des Indiens. À León, il retrouva un évêque qu'il avait connu à Paris. Il traversa plusieurs villages indiens (dont il donne tous les noms) pour arriver à San Salvador. Il passa par le Guatemala, le Chiapas, l'Oaxaca, et arriva à Mexico le 8 juillet 1682. Épuisé par le voyage, il y resta dix jours alité. 
Sa présence, avec son costume oriental, son turban, fit sensation dans la ville. Il y loua une maison et la meubla. Il y demeura six mois, rendant visite au vice-roi tous les matins pendant deux heures. Pendant ce séjour, les pirates Laurent de Graff et Nicolas van Horn menèrent une attaque sanglante sur le port de Veracruz, en emportant un énorme butin, et Elias y perdit une cargaison de cochenille qu'il y avait fait entreposer. 
Elias eut un moment le dessein d'embarquer à Acapulco pour les Philippines, et de regagner Bagdad par l'Asie. Mais ce projet fut finalement annulé, et le 18 avril 1683 il embarqua à Veracruz pour La Havane, où il séjourna quatre mois et demi en attendant un navire pour l'Espagne. Il fit ensuite la traversée via Caracas jusqu'à Cadix. Il put passer la douane sans qu'on ouvre ses caisses. Il rapportait notamment quatre perroquets et un splendide chandelier en argent.

### Retour dans l'Ancien Monde
De Cadix il gagna Séville où il eut un procès contre un débiteur. Ensuite il se rendit à Rome où il offrit son chandelier à la Congrégation De Propaganda Fide. Le pape Innocent XI le nomma protonotaire apostolique. Ensuite, il retourna en Espagne où il résida un temps à El Puerto de Santa Maria. En 1692, il était à Rome, où il publia un livre liturgique intitulé Horæ diurnæ et nocturnæ ad usum Orientalium. On peut penser qu'à un moment il retourna au Proche-Orient, puisque ses textes sur ses voyages et sur l'histoire de l'Amérique y furent diffusés, mais on n'a aucune information à ce sujet.

## Histoire de la découverte et de la conquête de l'Amérique
Le récit historique d'Elias, qui fait suite au récit de son voyage et est un peu plus long, est organisé en dix-sept chapitres avec les titres suivants :
1. Sur la Chine ;
2. Sur la découverte des Indes occidentales (Bilād Hind al-gharb) ;
3. Sur la conquête du Pérou ;
4. Sur la prophétie du sultan Huayana Capac ;
5. Sur le général Don Francisco Pizarro ;
6. Sur la conquête du Pérou et la mort des deux sultans Cusi Huascar Inca et Atahualpa, et sur Francisco Pizarro et Diego Almagro ;
7. Sur les sultans Manco Capac, Huascar et Atahualpa ;
8. Sur les deux compagnons Pizarro et Almagro ;
9. Sur Gonzalo Pizarro, frère du conquérant ;
10. Sur le bandit appelé Francisco Giron ;
11. Sur la mission du disciple du Christ, Mar Toma l'Apôtre, qui voyagea jusqu'aux Indes occidentales[7] ;
12. Sur le couronnement du fils de Huascar comme roi des Indes en 1563 ;
13. Sur la famille royale des Indiens du Pérou, son ascension et sa chute ;
14. Sur l'idolâtrie et les coutumes des Indiens qui vivent au Pérou ;
15. Sur l'Apôtre Mar Toma et son compagnon au Pérou ;
16. Sur des miracles opérés par la Vierge Marie en 1612 ;
17. Sur la pétition présentée par le père Francisco Romero, missionnaire augustin, au sultan d'Espagne en 1683[8].

## Édition
- Anṭūn Rabbāṭ (éd.), « Riḥlat awwal sā'iḥ sharqī ilā Amrīkā (1668-1683) / Le plus ancien voyage d'un Oriental en Amérique (1668-1683) : voyage du curé chaldéen Elias, fils du prêtre Jean de Mossoul, d'après le manuscrit de l'archevêché syrien d'Alep », Al-Mashriq, vol. 8, 1905, p. 821-834, 875-886, 931-942, 974-983, 1022-1033, 1080-1088, 1118-1128 ; et en un volume à part, Beyrouth, Imprimerie catholique, 1906.

## Traduction
- Jean-Jacques Schmidt (trad.), Un Irakien en Amérique au XVIIe siècle, Paris, Sindbad/Actes Sud, 2011.